# Aptene
L'aptene è una molecola a basso peso molecolare (inferiore a 10 000 uma) che di per sé non induce una risposta anticorpale, cioè non ha proprietà immunogeniche, ma se legata a un carrier è in grado di stimolare la formazione di anticorpi specifici e di reagire con essi.

## La risposta immunitaria
Molte sostanze naturali (proteine, carboidrati, acidi nucleici e lipidi) e molte sostanze di origine sintetica si comportano come immunogeni efficaci, ovvero evocano una risposta immunitaria contro di sé agendo come antigeni. Per evocare una risposta immunitaria un composto deve contenere dei determinanti antigenici o epitopi (cioè deve essere riconosciuto dai diversi linfociti B e dai diversi linfociti T) e deve avere un'ulteriore proprietà, quella dell'immunogenicità, cioè deve poter evocare una risposta immunitaria. In quest'ultimo caso, spesso, le dimensioni dell'antigene sono fondamentali: l'antigene deve cioè essere sufficientemente grande da dare inizio all'attivazione linfocitaria necessaria per portare a una produzione di anticorpi. Dal punto di vista pratico ciò che si osserva è che alcuni composti chimici di piccole dimensioni e di struttura piuttosto semplice (apteni) in genere non sono dei buoni immunogeni, cioè, pur essendo riconosciuti come estranei (not-self) dall'organismo, non evocano una risposta anticorpale. In ogni caso anche queste sostanze, una volta veicolate da molecole di dimensioni maggiori chiamate trasportatori (carriers) possono acquisire la caratteristica dell'immunogenicità. Il carrier veicolante l'aptene non necessariamente è in grado di suscitare una risposta immunitaria di per sé, ma lo è il complesso carrier-aptene.
Va ricordato che, in generale, solo grandi molecole (cosiddetti antigeni timo-dipendenti), sono in possesso delle caratteristiche per determinare un'adeguata risposta immunitaria (memoria immunitaria, scambio di classe anticorpale, maturazione dell'attività anticorpale). Queste caratteristiche comprendono anche un peso molecolare superiore a 10 000 dalton, peculiarità per definizione assente nell'aptene.
Il meccanismo per il quale non si ha una risposta immunitaria a seguito della penetrazione nell'organismo di una piccola molecola con funzioni di aptene, non è completamente chiarito, ma sembra possa coinvolgere meccanismi immunologici più complessi, tra cui la assenza o insufficienti segnali di co-stimolazione da parte delle cellule presentanti l'antigene.
Sono stati sperimentalmente accertati come apteni sostanze a basso peso molecolare come zuccheri, peptidi, acidi nucleici, steroidi e farmaci legati a carriers proteici.
L'aptene risulta avere grande importanza nello studio immunoistochimico per l'ottenimento della risposta immunitaria da parte di molecole che naturalmente non evocherebbero tale risposta. L'immunoistochimica affianca la tradizionale immunochimica nello studio dei tessuti.